# نادي بورسعيد
نادي بورسعيد الرياضي أو نادي بورسعيد هو نادِ رياضي مصري مشهور برياضة كرة اليد، وقد سبق له الفوز ببطولة الدوري المصري لكرة اليد ثلاث مرات متتالية، كما فاز كذلك ببطولة دوري أبطال إفريقيا لكرة اليد عام 1990.

## البطولات والإنجازات في كرة اليد
- الدوري المصري لكرة اليد: 3:
  - البطل: 1986-87, 1987-88, 1989-1990.[2][3]
- دوري أبطال إفريقيا لكرة اليد: 1:
  - البطل: 1990.
- كأس إفريقيا للأندية الفائزة بالكؤوس لكرة اليد:
  - الوصيف: 1986, 1993.[4]
  - المركز الثالث: 1987, 1991.

## روابط خارجية
- الموقع الرسمي لنادي بورسعيد الرياضي
- الصفحة الرسمية على فيسبوك